# Risoluzione 247 del Consiglio di sicurezza delle Nazioni Unite
La risoluzione 247 del Consiglio di sicurezza delle Nazioni Unite, adottata all'unanimità il 18 marzo 1968, dopo aver riaffermato le precedenti risoluzioni in materia, ha esteso lo stazionamento a Cipro della Forza di mantenimento della pace delle Nazioni Unite a Cipro per ulteriori 3 mesi, fino al 26 giugno 1968. Il Consiglio ha inoltre invitato le parti direttamente interessate a continuare ad agire con la massima moderazione e a cooperare pienamente con la forza di mantenimento della pace.